# Nowa Wioska (powiat świebodziński)
Nowa Wioska (niem. Neudörfel) – wieś w Polsce, położona w województwie lubuskim, w powiecie świebodzińskim, w gminie Lubrza. 
Nowa Wioska z północnego wschodu przylega bezpośrednio do wsi Lubrza. Do sołectwa w Nowej Wiosce należy położony na południe od miejscowości przysiółek Wągieł. Przez wieś przepływa Kanał Niesulicki.

## Położenie
Nowa Wioska położona jest na Pojezierzu Lubuskim, dokładniej na Pojezierzu Łagowskim, w dorzeczu Obry, nad trzema jeziorami: Goszcza (48 ha, głęb. 20,2 m), Lubie (28,4 ha, głęb. do 35 m) oraz Wągieł. Krajobraz okolic wsi został ukształtowany w plejstocenie przez zlodowacenie środkowopolskie i bałtyckie.
Geograficznie w zachodniej Polsce, administracyjnie w województwie lubuskim, historycznie na północnych krańcach Dolnego Śląska, dokładniej na ziemi świebodzińskiej, w pobliżu granicy z Wielkopolską. Najbliższym miastem jest Świebodzin, położony 8 kilometrów na południe od wsi.

## Integralne części wsi
| SIMC    | Nazwa  | Rodzaj     |
| ------- | ------ | ---------- |
| 0910995 | Wągieł | przysiółek |

## Przyroda
Okolice miejscowości porośnięte są w większości drzewostanami sosnowymi. Większe zróżnicowanie drzewostanu występuje na stromych brzegach jeziora Goszcza oraz Lubie, które porośnięte są lasem ochronnym, z drzewostanem składającym się z takich gatunków drzew jak: dąb szypułkowy, robinia akacjowa, brzoza brodawkowata, świerk pospolity, jesion wyniosły, olsza czarna, buk zwyczajny, klon zwyczajny, klon jawor, czeremcha amerykańska, kasztanowiec pospolity, lipa drobnolistna, leszczyna pospolita oraz grab pospolity. Kilometr na południe od Nowej Wioski znajduje się rezerwat przyrody Pniewski Ług, gdzie spotkać można chronione gatunki roślin w tym: rosiczkę okrągłolistną, bagnicę torfową oraz przygiełkę białą. W pobliżu rezerwatu położony jest pomnik przyrody Krzeczkowskie Bagno, który został utworzony w celu ochrony źródlisk ze śródleśnym torfowiskiem wysokim.

## Historia
Według źródeł, wieś wzmiankowana w 1401 roku. Pierwsza wzmianka dotyczyła, rozgraniczenia Nowej Wioski, Mostek oraz Wilkowa, dokonanego przez rajców z Krosna. Granica między wsiami została wyznaczona na jeziorze Pień, którego 1/3 przypadła dla klasztoru z Paradyża. Do 1810 roku własność opactwa cystersów z Paradyża. W latach 50. XIX wieku w okolicach wsi działały kopalnie węgla brunatnego, w tym największa z nich „Concordia”. Od roku 1853 miejscowość w rękach rodziny von Loose. W 1944 roku w okolicy wsi odkryto żelazny miecz z 2 poł. X wieku, który posiadał napis minuskułą karolińską VLFBERHT. Napis ten interpretowany jest jako znak imienny miecznika działającego na początku IX w. na terenie między Moguncją, a Bonn. Według badaczy świadczy to o kontaktach handlowych okolic wsi z tamtym regionem.

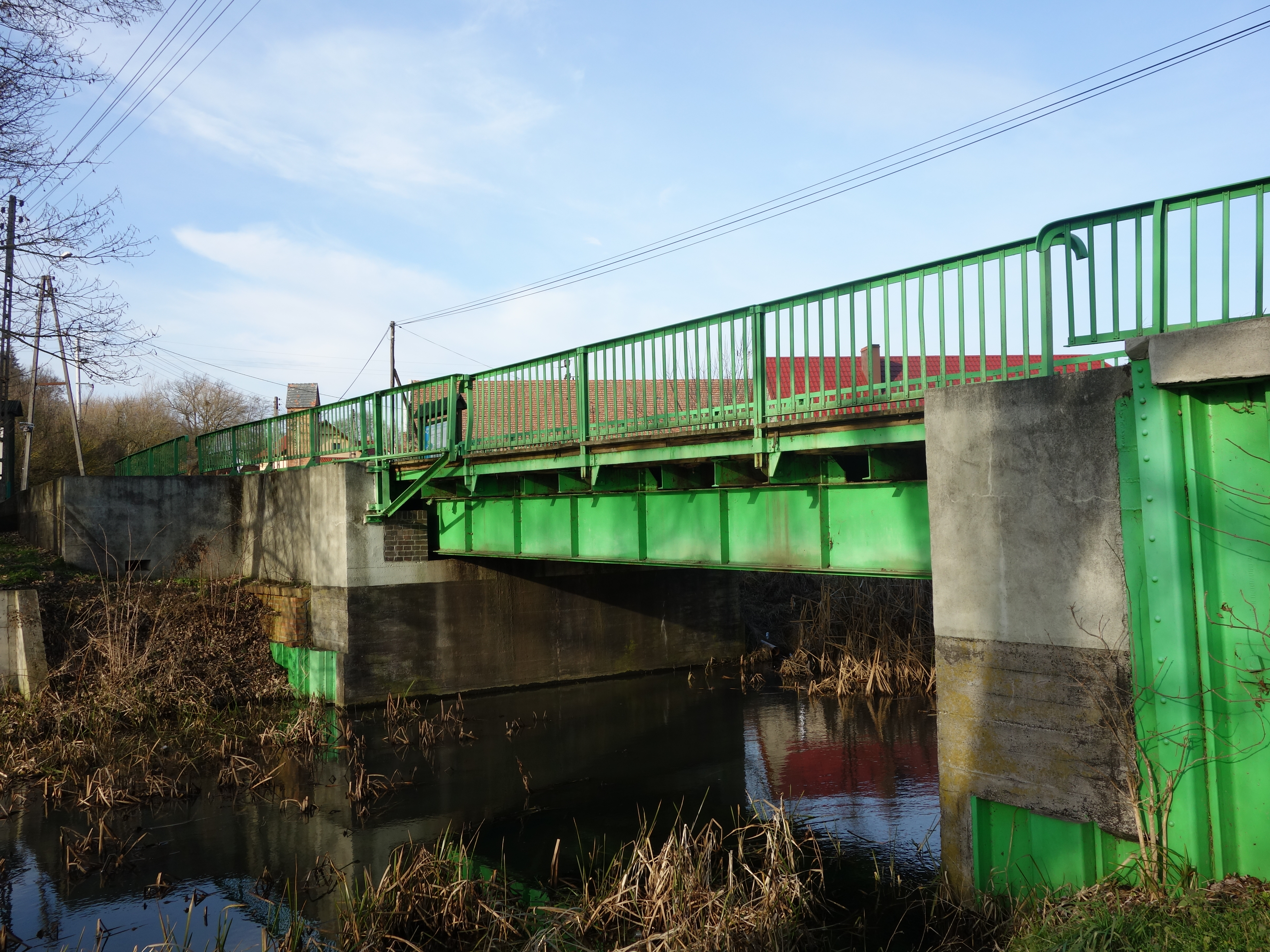
Most rolkowy nr 705 w Nowej Wiosce

Wieś została zajęta pomiędzy 30, a 31 stycznia 1945 roku przez oddziały 11 kompanii pancernej gwardii I Frontu Białoruskiego. W trakcie działań wojennych miejscowość nie doznała większych zniszczeń. Następnie przeszła pod administrację polską. W latach 1945–1946 siedziba gminy Nowa Wioska.
25 września 1945 roku wieś – jako jednostka administracyjna powiatu sulechowsko-świebodzińskiego – została powierzona administracji wojewody poznańskiego, po czym z dniem 28 czerwca 1946 roku została przyłączona do woj. poznańskiego. 6 lipca 1950 roku Nowa Wioska znalazła się w powiecie świebodzińskim włączonym do nowo utworzonego (tzw. starego) województwa zielonogórskiego, do którego należała do 1975 roku. W latach 1975–1998 wieś należała administracyjnie do województwa zielonogórskiego. Od 1999 roku wieś należy do województwa lubuskiego.

## Demografia
Liczba ludności w poszczególnych latach:

## Zabytki

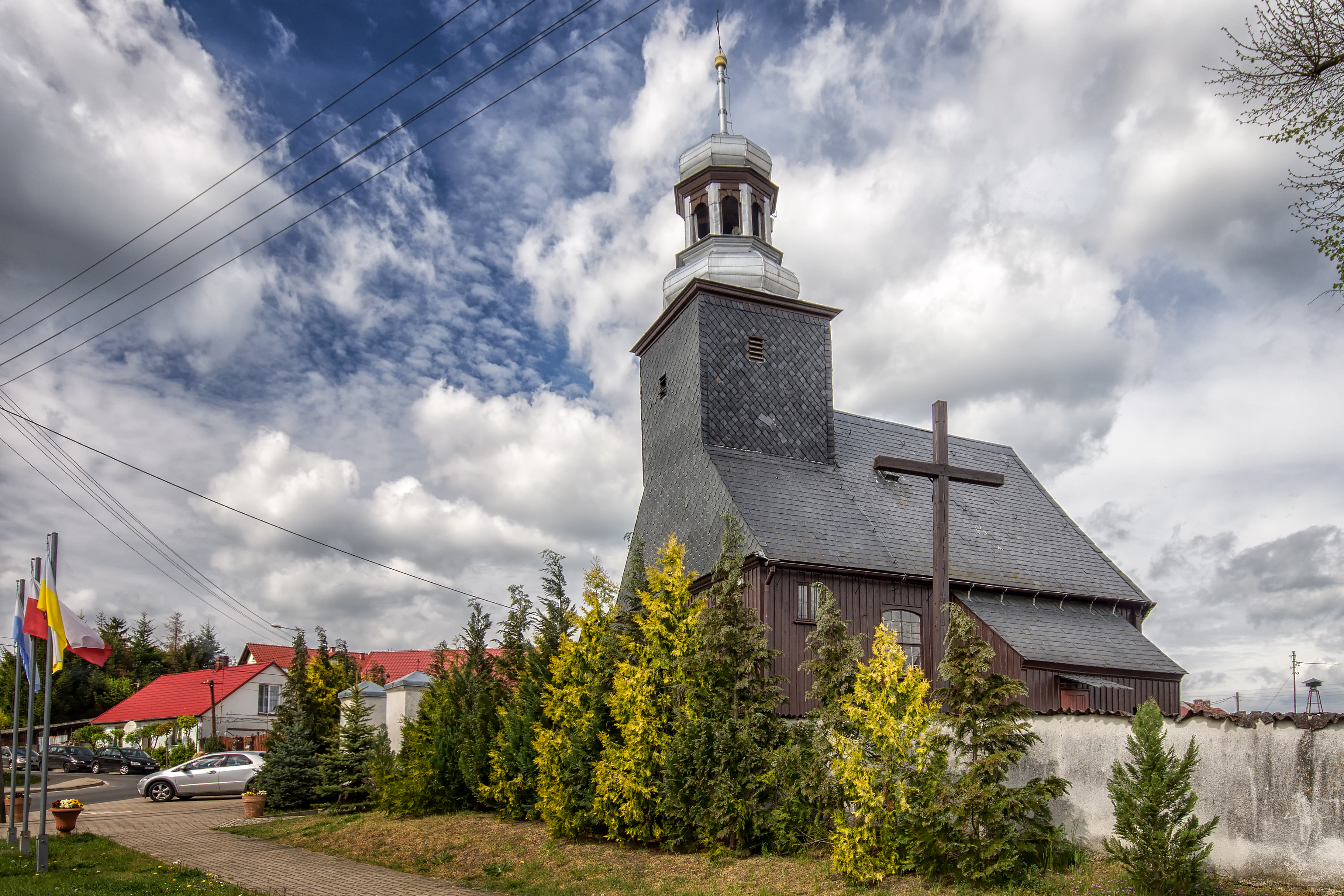
Kościół pw. św. Anny

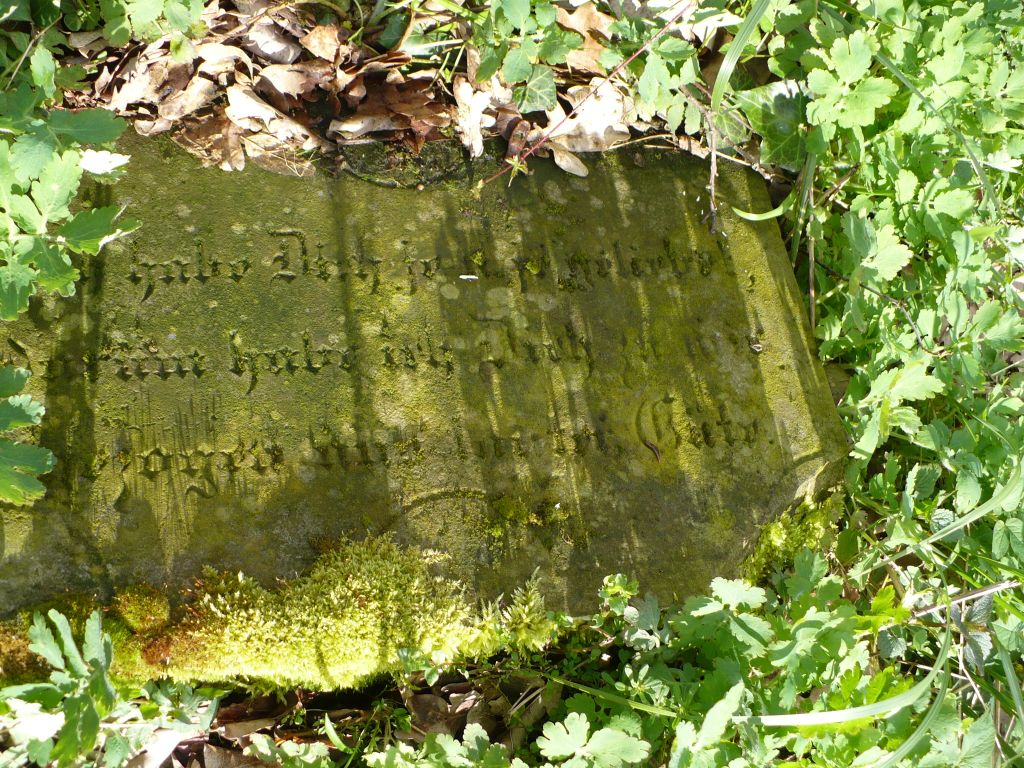
Jedna z zachowanych tablic nagrobnych

Do wojewódzkiego rejestru zabytków wpisany jest:
- kościół filialny pod wezwaniem św. Anny, barokowy, powstały w 1670 roku, na początku XX wieku; górująca nad zabudowaniami świątynia jest drewniana o konstrukcji zrębowej; wewnątrz ołtarz pochodzący z 1630 roku

Zgodnie z uchwaloną 30 maja 2017 roku Gminną ewidencją zabytków w Nowej Wiosce chronione są ponadto:
- forteczny most rolkowy nr 705 z czasów II wojny światowej, położony na Kanale Niesulickim. Fragment Międzyrzeckiego Rejonu Umocnionego, w pobliżu mostu znajdują się ruiny strzegących go obiektów oznaczone wspólnym numerem 691
- cmentarz ze słabo zachowanymi niemieckimi nagrobkami z końca XIX wieku.
- cmentarz przykościelny w centralnym punkcie wsi, wraz z historycznym otoczeniem kościoła.
- dom nr 20 z 1 poł. XIX w.
- dom nr 49 z 1 poł. XIX w.